# Paramesosella medioalba
Paramesosella medioalba är en skalbaggsart som beskrevs av Stefan von Breuning 1956. Paramesosella medioalba ingår i släktet Paramesosella och familjen långhorningar. Inga underarter finns listade i Catalogue of Life.